# Fannie Barrier Williams
Frances "Fannie" Barrier Williams, född 12 februari 1855 i Brockport, New York, död där 4 mars 1944, var en amerikansk aktivist.
Williams fick nationell uppmärksamhet för talet The Intellectual Progress of Colored Women in the United States Since the Emancipation Proclamation, vilket hon höll på den kongress för representativa kvinnor, som arrangerades i anslutning till världsutställningen i Chicago 1893. Hon var den första svarta och den första kvinna som invaldes i Chicagos biblioteksstyrelse.